# イチモンジセセリ属
イチモンジセセリ属（イチモンジセセリぞく、Parnara）は、セセリチョウ科を分類する属の1つである。
アジア、アフリカ、オーストラリアに生息する。
イチモンジセセリ属は、小さな茶色のチョウで翼に薄く半透明の斑点がある。

## 種
次の種が含まれる。
和名は日本産蝶類和名学名便覧 2010-2013による。
- Parnara amalia Semper, 1879
- Parnara apostata Snellen, 1880
  - P. a. apostata インドネシアスマトラ島, マレー半島, S.Burma, インドネシアジャワ島, インドネシアバリ州
  - P. a. andra Evans, 1949 ボルネオ島
  - P. a. debdasi Chiba & Eliot, 1991 ネパール
  - P. a. hulsei Devyatkin & Monastyrskii, 1999 中国雲南省南部
- Parnara bada Moore, 1878 ヒメイチモンジセセリ – Ceylon swift
- Parnara batta Evans, 1949 中国南東部
- Parnara ganga Evans, 1937 – continental swift
- Parnara guttata Bremer & Grey, 1852 イチモンジセセリ – straight swift
- Parnara kawazoei Chiba & Eliot, 1991 フィリピン, ボルネオ島, インドネシアスラウェシ島
- Parnara monasi Trimen, 1889 – water watchman
- Parnara naso Fabricius, 1798
- Parnara ogasawarensis Matsumura, 1906 オガサワラセセリ 小笠原群島

## 食草
幼虫は、Bambusa属, イネ属, Apluda属, Bothriochloa属, サトイモ属, Imperata属, 
Microstegium属, トウモロコシ属, サトウキビ属(Saccharum)を含むイネ科の植物を食べる。